# Paris, etc.
Paris, etc. je francouzský komediální televizní seriál z roku 2017. Seriál byl premiérově odvysílán na francouzské televizní stanici Canal+.

## Děj
Seriál zachycuje osud pěti žen v současné Paříži: Marianne, Mathilde, Nora, Allison a Gil.

## Přehled postav
| Valeria Bruni Tedeschiová | Marianne                  |
| Anaïs Demoustierová       | Mathilde                  |
| Naidra Ayadi              | Nora                      |
| Lou Roy-Lecollinet        | Allison                   |
| Zabou Breitman            | Gil                       |
| Hippolyte Girardot        | Bruno                     |
| Bruno Todeschini          | Fred                      |
| Yannick Choirat           | Julien                    |
| Niels Schneider           | Léo                       |
| Denis Podalydès           | Jacques Bernaud           |
| Sophie Le Garles          | Jaja                      |
| Mélanie Doutey            | Cindy Lopez               |
| Noémie Lvovsky            | Madeleine Zand            |
| Judith El Zein            | Alexandra                 |
| India Hair                | Victoria                  |
| Ninon Brétécher           | Angélique Messonier       |
| Jacques Boudet            | otec Marianny a Mathildy  |
| Michèle Moretti           | matka Marianny a Mathildy |
| Guilaine Londez           | ředitelka školy           |

## Seznam dílů
1. La Rentrée des classes
2. Perte des repères
3. Nuits blanches
4. Appeler un chat un chat
5. De l'air
6. On largue les amarres
7. Dans le vide
8. La Crème de la crème
9. On flotte
10. Surprise !
11. La Course
12. Amour toujours